# Rätselzeitschrift
Rätselzeitschriften sind Zeitschriften, die in erster Linie Rätsel und Denksportaufgaben verschiedener Art enthalten. Häufig sind in den Ausgaben der Rätselzeitschriften die Lösungen der Rätsel der vorangegangenen Ausgabe abgedruckt.
Als zusätzliche Kaufanreize sind sie oft mit Witzen, Comics oder Promi-Storys und -Fotos angereichert, oder es stehen für die Lösung eines der Rätsel Sachpreise bereit.
Neben allgemeinen Rätselzeitschriften, die jeweils eine Sammlung der verschiedensten Rätselarten enthalten, gibt es auch solche, die sich auf eine einzelne Rätselart beschränken, etwa Kreuzworträtsel oder Denksportaufgaben.
Aus der Masse der Rätselzeitschriften seien hier einige besondere genannt:
- Um die Ecke gedacht: Sammelausgaben der Zeit-Kreuzworträtsel, die wöchentlich in dieser Zeit-Ausgabe erscheinen.
- PM Logik Trainer: verschiedene Rätseltypen, darunter Logicals, als Logik-Puzzles bezeichnete Nonogramme, Kreuzsummenrätsel und Buchstabensalate.